# Dan Starkey
Dan Starkey (27 settembre 1977) è un attore britannico.

## Biografia
Studente a Cambridge e al Bristol Old Vic, nel 2015 partecipa al Christmas University Challenge.

## Filmografia
- Doctor Who (2008-in corso)
- The Sarah Jane Adventures (2011)
- Wizards vs Aliens (2012-2014)
- Casualty (2012)
- The Five(ish) Doctors Reboot (2013)
- Inside No. 9 (2015)
- Catherine Tate's Nan (2015)